# Engalus
Engalus — компьютерная игра, разработка которой была остановлена. Engalus разрабатывался немецкой компанией Crytek и был анонсирован на начале сентября 2000 года. Игра должна была быть смесью из шутера от первого лица и ролевой компьютерной игры с научно-фантастическим сюжетом. Для игры планировалось использовать игровой движок CryEngine. Разработка игры была отменена вскоре после анонса, так как Crytek сосредоточилась на разработке шутера «X-Isle», который позже трансформировался в Far Cry. Игра должна была выйти на ПК, PlayStation 2, Dreamcast, Xbox и GameCube.
Игра Engalus заняла 4-е место в списке 28 самых лучших невыпущенных игр, который был опубликован 26 марта 2008 года сайтом SlobsOfGaming Архивная копия от 26 февраля 2009 на Wayback Machine.

## Разработка
Во время выставки European Computer Trade Show (ECTS) 2000, которая проходила с 3 по 5 сентября 2000 года в Лондоне, Crytek демонстрировала свой игровой движок CryEngine для демонстрации новых графических процессоров американской компании nVidia. Тогда же Crytek объявила о намерении выпустить две компьютерные игры на своём движке CryEngine: X-Isle и Engalus. Так как движок CryEngine является кроссплатформенным, то игру предполагали выпустить для персональных компьютеров и игровых приставок PlayStation 2, Dreamcast, Xbox и GameCube.
Сразу после выставки некоторые известные игровые сайты, такие как GameSpot и EuroGamer, взяли интервью в Crytek и узнали много информации об этих двух играх.
Игра Engalus была отменена вместе с игрой «Silent Space», так как Crytek сфокусировала всё своё внимание на разработке шутера «X-Isle», который позже был переименован в «Far Cry» и выпущен 23 марта 2004 года.

## Геймплей и особенности
«Я думаю, что мы должны процитировать Deus Ex при описании Engalus, — та смесь геймплея из экшена и ролевой игры является действительно тем, к чему мы стремимся», — заявил Брайен Аудетт (англ. Brian J. Audette), ведущий дизайнер игры Engalus в интервью с журналистами EuroGamer, — «Мы определённо собираемся поднять все вещи на новый уровень, однако определённо концентрируемся на создании убедительного игрового мира. Я всегда замечаю, что при прохождении разных игр говорю себе „о, было бы круто, если бы здесь было это“. Я не хочу, чтобы люди говорили о нашей игре то же самое.»
Одной из основных целей при создании игры было придание ей большой кинореалистичности. В игру собирались добавить большое количество кат-сцен. Ещё одной особенностью игры должен был быть режим замедления времени (Bullet time).

## Сюжет
Действие игры Engalus происходит в далёком будущем, в XXII веке, через 50 лет после Третьей мировой войны. Мир «Engalus» — это отчасти антиутопический «тёмный» мир, полный сумасшедших, повстанцев и убийц.
Согласно сюжету, человеческое общество приняло более социалистические идеалы и вот уже как 50 лет царит мир. Для распространения и пропаганды идеалов и устройства земного общества по разным планетам, а также для поддержания силы мирового сообщества, было создано Временное правительство Земли (англ. Provisional Government of Earth). Приходит время, и Временное правительство должно быть расформировано, однако оно осознаёт, что является самой сильной правительственной структурой на Земле и способно осуществлять тотальный контроль над людьми даже без их ведома.
Протагонистом игры является Джордан (англ. Jordain) — оперативный агент Временного правительства, который по сути выполняет всю грязную работу правительства. Задачей Джордана является устранение любых доказательств, улик и свидетелей, которые выступают или могут выступать против тоталитарного режима.
Игра начинается с того, что Джордана вызывают для расследования «Невидимых» (англ. The Invisible), группы изгоев и повстанцев, которых обвиняют в захвате некоторого высокотехнологичного научного оборудования. В итоге Джордан оказывается вовлечён в клубок заговоров, обманов и предательств, окружающих артефакт «Engalus». Этот артефакт был создан древней инопланетной расой Лахоранцев (англ. Lahorans). Джордан должен остановить сумасшедшего, который намеревается уничтожить с помощью артефакта весь мир.
«Сказать больше значило бы сказать слишком много, но я скажу, что Джордан встретит множество интересных людей и ситуаций на космической станции „невидимых“, которая является скорее космическим городом, чем простым спутником планеты. Эта история рассказывает о власти и коррупции, о том, что управляет этими силами, и о том, как герои могут быть найдены в самых неожиданных местах. Это будет активный экшен с захватывающим сюжетом и отличными ощущениями», — сказал Брайен Аудетт.

## Внешние ссылки
- Дмитрий Карасев, Игорь Варнавский. Парад несбывшихся надежд Перспективные игры, так и не увидевшие свет. Часть первая Глава 2. «Закрытый космос» (недоступная ссылка — история). Игромания (журнал) (Журнал “Игромания” №2/113 2007). Дата обращения: 16 апреля 2009.
- Игра Engalus Архивная копия от 3 января 2009 на Wayback Machine на сайте Absolute Games (рус.)